# Marcus Fronius
Marcus Fronius (Brassó, 1659. – Brassó, 1713. április 14.) ágostai evangélikus lelkész.

## Élete
Peter Fronius keresztényfalvi lelkész és Barbara Albelius fia, Simon Albelius unokája. Brassóban, Kézdivásárhelyen, Nagyszeben, majd ismét Brassóban tanult. 1680-ban a wittenbergi egyetemre ment; hat év alatt meglátogatta Lipcsét, Helmstadtot, Jenát és Erfurtot is. 1680-ban atyjának halálhírére visszatért hazájába és átvette három árva öccsének nevelését. 1690-ben lektor volt Brassóban, a tentervet Comenius elvei alapján dolgozta ki. 1691-től Brassóban, 1696-tól Höltövényben, 1701-ben pedig Barcarozsnyón volt lelkész, 1703. november 22-én városi lelkésznek választották Brassóban. Szokásba hozta az egyházlátogatásokat, amelyek addig el voltak hanyagolva, valamint a vasárnap délutáni prédikációt és a gyermekek hitoktatását és katekizációját. Höltövényben a brassói fiatal teológusokkal vitatkozásokat tartott, ugyanott a brassói tanulókat, akik a szünidők alatt szállást vettek, a latin nyelvben oktatta. Jelen volt mint küldött három superintendens választásánál és hat évig mint barcasági dékán működött. Jó zenész és költő volt, rendkivüli ügyességgel bírt a rajzolásban és a latin nyelvben.

## Művei
- Dissertatio Metaphysica, de distinctione, Praeside Christ. Donati Kal. Nov. Vitebergae, 1671.
- Dissertatio de distinctione Totius et Partium, Respond. Joh. Hoch. Parathia Transsilvano. Kal. Nov. Vitebergae, 1672.
- Dissertatio de τριαδγνϖσια primorum N. T. Fidelium, ante publicum Christi Praeconium, Praes. Joh. Deutschmann. Vitebergae, 1682. (Ugyanez Deutschmannnak Theosophia et Triadosophia, Witebergae, 1685. c. gyüjteményében).
- Eccur prae se ferat aliud, aliud animo destinet, Deus Optim. Max., Praeside M. Marco Fronio, Andreas Nekesch, Cibiniens. Transsilv. propugnabit, anno 1686. d. 3. Február Witebergae.
- Cum coelum levius sit, fitque gravissima terra… Witebergae, 1700. (Névtelenül. Költemény).
- Tusculanae Heltesdendes Coronae. 1704. (Dissertationes de SS. Theologia, quibus Articulorum Fidei omnium connexio methodo scriptuaria e septem omnino S. Sc. Locis deducta, commonstratur, ventilatae, Praeside Marco Fronio).
- Von der zum Himmel führenden Heimlichen und verborgenen Weisheit wie sie uns Gott durch seine Propheten und Apostel hat wissen lassen. Psal. 51. 8. I. Cor. 2. 7. Kronstadt, 1704.
- Patriam Quaerens Exul Psyche… Kronstadt, 1705.
- Der Artikel Von der Busse, in etlichen Sermonen fürgestellet, aus denen Worten des Propheten Joëls 2. 12. 13. 14… Kronstadt, 1707.
- Ordinationspredigt, als Herr Simon Draud, Gymn. Cor. L. 1. zum Pfarrer in Roth-Bach ordiniret und installiret wurde. Im Jahre Christi, 1709. 12. Hornung. Kronstadt.
- Enchiridon, Der kleine Catechismus D. M. L. Kronstadt, 1709. (Az előszót, bevezetést irta F. s három éneket is csatolt hozzá. Rézmetszetekkel).
- Die heimliche und verborgene Weisheit Gottes, welche Gott verordnet hat für der Welt, zu unser Herrlichkeit. (I. Theil.) In sieben Sprüchen heiliger Schrifft entworffen. Seinen Kindern aber gezeiget, von M. F. P. C. Kronstadt, 1709.
- Sprüche, woraus die Glaubens Artikel, in schrifftmässiger Ordnung, nach Einleitung derer sieben Grund-Sprüche, welche unterm Namen der Heimlichen und Verborgenen Weisheit Gottes, herausgegeben, sind abgehalten worden. Kronstadt, 1710. (4. kiadás 1757., 5. kiadás 1765.)
- Die von unserm Herrn Jesu allen denen zu Ihm Kommenden und Beladenen versprochene Ruhe der Seelen, in einer Fest-Andacht betrachtet, zu Cronstadt 1711. Jahrs August Monat. Kronstadt.
- Ordinations. Predigt, als 1711. Jahres, den Pfingst-Montag zum heiligen Ammt, die Heerde Christi in Clausenburg zu weiden, die Hände auffgelegt werden. (Tit.) Hn. Georgen Marci, der H. Schrifit befliessenen, etc. geschehen in Cron-Stadt. Kronstadt, 1711.
- Ists auch recht? Bei dem betrübten Falle eines Eigenmordes abgehändelt Am Sonntage Trinit. über das ordentliche Evangelium, von M. F. C. D. Kronstadt, 1712.
- M. Marcus Fronius Visitationsbüchlein. Ein Beitrag zur Kirchen- und Sittengeschichte des Burzenlandes. Kronstadt, 1868. (Trauschenfels Jenő adta ki.)

Kézirati munkái közül Trausch 26 darabot sorol föl címük szerint, amelyek azonban, már 1868-ban elvesztek; többnyire egyházi beszédek, katechetikai, természettani, matematikai és más tudományos munkák. A Peter Clos-féle Geistreiches Kronstädtisches Gesangbuchban (Brassó, 1751. sat. kiadás) a 631. és 772. ének Froniusé, az utóbbi az ő latin eredetijének fordítása.